# Odontomyia okinawae
Odontomyia okinawae är en tvåvingeart som beskrevs av Akira Nagatomi 1977. Odontomyia okinawae ingår i släktet Odontomyia och familjen vapenflugor. Inga underarter finns listade i Catalogue of Life.